# Зобара
Зобара, Берделівка  — річка в Україні, яка протікає у межах Хмельницького району Хмельницької області. Загальний напрямок течії і русла Зобари з північного заходу на південний схід, у верхній течії ця річка бере початок одразу чотирма струмками поблизу села Сушки.

## Опис
Ліва притока річки Бужок, довжина якої становить 11 км, площа басейну водозбору 42,4 км², найкоротша відстань між витоком і гирлом — 9,56 км, коефіцієнт звивистості річки — 1,15. Вона має 19 приток загальною протяжністю — 34 км, густоту річкової мережі — 1,06 км/км². Басейн Зобари розташований у центрі Хмельниччини на території Хмельницького адміністративного району.
Струмки живляться з джерел, особливо гарне джерело є на центральному струмку. Долини широкі, береги пологі, на лівому струмку є ставочок завдовжки — 85 м і завширшки — 52 м. На його лівому березі росте невеличкий лісок. Води чотирьох струмків зливаються за два кілометри північно-західніше Веселівки (кол. хутір В'язовець). У цьому місці абсолютна висота рівня води в Зобарі становить 302,7 м. Біля Веселівки починається середня течія. Тут до річки впадає перша ліва притока, яка спочатку тече у долині на відкритому ландшафті, а потім у грабово-лубовому лісі, який розкинувся на лівому березі. Через 300 м вниз за течією впадає перша права притока, яка має довжину у 1,5 км, але значно поповнює води Зобари.
У середній течії річка злегка меандрує долиною, яка має ширину до 500 м. А там, де впадає друга ліва притока, яка простягнулась на 6 км і сама має 4 притоки, можна побачити болота. У центрі Берегелів вона розливається у став завдовжки — 295 м, завширшки — 105 м.
У нижній течії Зобара приймає води другої правої притоки, східніше Пашутинців утворює став завдовжки 435 м і завширшки — 115 м. Від Берегелів річка тече межею Красилівської і Хмельницької громад, а потім, утворивши два рукави, плине широкою болотистою заплавою і впадає в Бужок.

## Басейни річки
Басейн Зобари розташований у межах Вовчко-Бужоцького геоморфологічного району, у якому немає рівнинних місцевостей, за винятком хіба річкових заплав. Він весь видається горбисто-балочним з абсолютними висотами у верхів'ї річки — 368,9 м у середній течії — 344,6 м а в нижній — 293 м. Спостерігається значна частота ерозійного і балочного розчленування, розвиток лінійної і площинної ерозії ґрунтів. У басейні переважають опідзолені чорноземи, а в багатьох місцях сірі та ясно-сірі опідзолені ґрунти.
У геоботанічному відношенні басейн Зобари розташований у межах Старокостянтинівського або Уланівського геоботанічного району, в якому колись переважали остепненні луки та лучні степи, які тепер перетворені на родючі орні землі — поля. Відкриті ландшафти займають близько 60 відсотків території басейну, але значна його частина вкрита дубово-грабовими лісами. Вони ростуть поблизу Веселівки, Сковородок, Берегелів та Пашутинців. У цих лісах дерева заввишки — 19 м, завтовшки — 25 см, відстань між деревами становить — 4 м. У долині річки переважають суходільні луки, заплавні розміщуються пасмом по обидва боки від русла Зобари. Болота розкинулися лише південно-західніше Берегелів у заплаві річки та нижній течії. Болота вкриті великолепешняковими, звичайнолепеховими, звичайноочеретяними і звичайноочеретяно-осоковими угрупованнями рослин.
У межах басейну Зобари можна виділити зооценози оброблюваних угідь, суходільних лук і пасовищ, зооценози широколистих лісів і водноболотяні зооценози.

## Живий світ
Оскільки біля Зобари мало боліт і є всього-на-всього три ставки, а річка не дуже велика, то іхтіофауна за видовим складом не відзначається різноманітністю. Водиться в Зобарі карась, плітка, пічкур, в'юн, окунь, йорж, лин, краснопірка і верховодка. Земноводні представлені жабами трав'яною, гостромордою і ставковою, квакшею, кумкою червоночеревою, ропухами зеленою та сірою.
Влітку та восени під гнилими колодами, купами хмизу, пеньками у лісі скупчуються тритони звичайні та гребінчасті, які часто тут і зимують. Гепертофауна цієї місцевості відзначається відносно високою щільністю популяцій усіх видів плазунів, хоча тут майже не зустрічаються черепаха болотяна і гадюка степова.
У басейні мешкає до 40 видів птахів лісу, до 27 видів птахів лук, боліт і водойм, до 13 видів птахів степу і до 7 видів птахів-синантропів. Досить високу щільність на цій території мають ссавці — кріт, їжак звичайний, білозубки білочерева і мала. Нечисленні тепер рукокрилі, тхір чорний, горностай, ласка, ховрах рябий. У літньо-осінній період трапляються козулі, борсуки, дуже численні миші польова і маленька, заєць-русак і лисиця.
У басейні Зобари розташоване Сковородецьке лісництво, у кварталі 3 якого знаходиться лісовий заказник «Підгорнянський» площею 41 га, створений у 1994 році. На околиці села Сковородки є комплексна пам'ятка природи «Сковородецькі краєвиди» площею 82 га, створена у 1994 році.